# Kvindeligaen
Kvindeligaen – najwyższa w hierarchii klasa kobiecych ligowych rozgrywek piłkarskich w Danii, będąca jednocześnie najwyższym szczeblem centralnym (I poziom ligowy), utworzona w 1993 roku i zarządzana przez Dansk Boldspil-Union (DBU). Zmagania w jej ramach toczą się cyklicznie (co sezon) i przeznaczone są dla 8 najlepszych krajowych klubów piłkarskich. Jej triumfator zostaje Mistrzem Danii, zaś dwie najsłabsze drużyny są relegowane do 1. division (II ligi duńskiej). Tak jak Dania w rankingu UEFA zajmuje pozycję od 7 do 16 najlepszych kobiecych związków, to mistrz oraz drużyna z drugiego miejsca grają w Lidze Mistrzyń UEFA. 

## Historia
Pierwsze oficjalne rozgrywki piłki nożnej kobiet na poziomie krajowym odbyły się w sezonie 1973, w którym zwycięzcy lig regionalnych awansowali do turnieju pucharowego, w którym wyłoniono mistrza. System ligi narodowej został ustanowiony w 1975 roku wraz z utworzeniem dywizji zachodniej i wschodniej, najlepsze drużyny z każdej grupy walczyli w wielkim finale o tytuł mistrza. Pojedyncza ogólnokrajowa pierwsza liga została wprowadzona w 1981 roku, a mistrzostwo zostało teraz przyznane drużynie która została sklasyfikowana na koniec sezonu na pierwszej pozycji. Od sezonu 2016/17 mistrzem zostawał zwycięzca przemianowanej Kvindeligaen.
Już wcześniej, tygodnik Femina, organizacje regionalne, różne kluby i Dansk Kvinde Fodbold Union (DKFU) organizowały krajowe turnieje piłki nożnej halowej i plenerowej dla drużyn kobiecych w latach 60. XX wieku, a ostatnie zawody trwały do początku 1972 roku. Ani Duński Związek Piłki Nożnej (DBU), ani Narodowy Komitet Olimpijski i Konfederacja Sportu Danii (DIF) nie uznają za oficjalne żadnych krajowych turniejów mistrzowskich kobiet, które odbyły się przed lutym 1972 roku
Liga kilkakrotnie zmieniała nazwę. Zaczęła się jako Danmarksturneringen i damefodbold (1975-1980), następnie nosiła nazwę Dame 1. Division (1981-1992), Elitedivisionen (od 1993 do 2015/16) i obecną nazwę Kvindeligaen, począwszy od sezonu 2016/17.

## System rozgrywek
Rozgrywki składają się z kolejek spotkań rozgrywanych pomiędzy drużynami systemem kołowym. Każda para drużyn rozgrywa ze sobą dwa mecze - jeden w roli gospodarza, drugi jako goście. Od sezonu 2013/14 w lidze uczestniczą osiem zespołów. Po zakończeniu sezonu zasadniczego drużyny kwalifikują się do dwóch grupy, z których w grupie mistrzowskiej 6 najlepszych drużyn walczą o tytuł mistrza Danii. Siódma drużyna gra w barażach o utrzymanie z wicemistrzem drugiej ligi, a drużyna z ostatniego ósmego miejsca spada bezpośrednio do 1. division.

## Skład ligi w sezonie 2023/2024
| Klub             | Miasto        |
| ---------------- | ------------- |
| Aalborg BK       | Aalborg       |
| Aarhus GF        | Aarhus        |
| Brøndby IF       | Brøndbyvester |
| Fortuna Hjørring | Hjørring      |
| Kolding IF       | Kolding       |
| HB Køge          | Køge          |
| FC Nordsjælland  | Farum         |
| FC Thy-Thisted Q | Thisted       |

## Mistrzowie i pozostali medaliści
| Sezon                                                                             | K   | K                                              | T | Zwycięzca  | Wynik | Finalista             | Data, miejsce                             | Br. | Król strzelców | Uwagi                                    |
| Mistrzostwa Danii w piłce nożnej kobiet (duń. Danmarksmesterskabet i damefodbold) |     |                                                |   |            |       |                       |                                           |     |                |                                          |
| 1972                                                                              |     |                                                |   |            |       |                       |                                           |     |                | krajowe play-offy nie zostały zakończone |
| 1973                                                                              |     |                                                | 1 | Ribe BK&GF | 1:0   | BK Stjernen Svendborg | 11.11.1973, Høje Bøge Stadium, Svendborg  |     |                | ? klubów w 6gr.+ playoff                 |
| 1974                                                                              |     |                                                | 2 | Ribe BK&GF | 1:0   | BK Stjernen Svendborg | 16.11.1974, Ribe Stadium, Ribe            |     |                | ? klubów w 6gr.+ playoff                 |
| Turniej Danii w piłce nożnej kobiet (duń. Danmarksturneringen i damefodbold)      |     |                                                |   |            |       |                       |                                           |     |                |                                          |
| 1975                                                                              |     |                                                | 1 | BK Femina  | 4:0   | Ribe BK&GF            | 2.11.1975, Ribe Stadium, Ribe             |     |                | 12 klubów w 2gr.+ finał                  |
| 1975                                                                              | 1:0 | 9.11.1975, Gladsaxe Idrætspark, Gladsaxe       | 1 | BK Femina  |       | Ribe BK&GF            |                                           |     |                | 12 klubów w 2gr.+ finał                  |
| 1976                                                                              |     |                                                | 3 | Ribe BK&GF | 3:0   | BK Femina             | 31.10.1976, Ribe Stadium, Ribe            |     |                | ? klubów w 2gr.+ finał                   |
| 1976                                                                              | 0:0 | 7.11.1976, Gladsaxe Idrætspark, Gladsaxe       | 3 | Ribe BK&GF |       | BK Femina             |                                           |     |                | ? klubów w 2gr.+ finał                   |
| 1977                                                                              |     |                                                | 2 | BK Femina  | 1:0   | Kolding BK            | 30.10.1977, Mosevej Sportsplads, Kolding  |     |                | ? klubów w 2gr.+ finał                   |
| 1977                                                                              | 1:0 | 6.11.1977, Gladsaxe Idrætspark, Gladsaxe       | 2 | BK Femina  |       | Kolding BK            |                                           |     |                | ? klubów w 2gr.+ finał                   |
| 1978                                                                              |     |                                                | 4 | Ribe BK&GF | 3:0   | BK Femina             | 29.10.1978, Ribe Stadium, Ribe            |     |                | ? klubów w 2gr.+ finał                   |
| 1978                                                                              | 0:2 | 5.11.1978, Gladsaxe Idrætspark, Gladsaxe       | 4 | Ribe BK&GF |       | BK Femina             |                                           |     |                | ? klubów w 2gr.+ finał                   |
| 1979                                                                              |     |                                                | 5 | Ribe BK&GF | 2:0   | BK Femina             | 28.10.1979, Ribe Stadium, Ribe            |     |                | ? klubów w 2gr.+ finał                   |
| 1979                                                                              | 0:1 | 4.11.1979, Gladsaxe Idrætspark, Gladsaxe       | 5 | Ribe BK&GF |       | BK Femina             |                                           |     |                | ? klubów w 2gr.+ finał                   |
| 1980                                                                              |     |                                                | 3 | BK Femina  | 3:2   | B 1909                | 26.10.1980, Gladsaxe Idrætspark, Gladsaxe |     |                | ? klubów w 2gr.+ finał                   |
| 1980                                                                              | 2:1 | 2.11.1980, B 1909's field at Vollsmose, Odense | 3 | BK Femina  |       | B 1909                |                                           |     |                | ? klubów w 2gr.+ finał                   |

| Sezon                                      | K | K | T  | Mistrz            | Wicemistrz        | III miejsce       | Br. | Król strzelców       | Uwagi              |
| Kobieca 1. dywizja (duń. Dame 1. division) |   |   |    |                   |                   |                   |     |                      |                    |
| 1981                                       |   |   | 1  | B 1909            | BK Femina         | BK Rødovre        |     |                      | ? klubów           |
| 1982                                       |   |   | 1  | Hjortshøj-Egaa IF | B 1909            | BK Rødovre        |     |                      | ? klubów           |
| 1983                                       |   |   | 2  | B 1909            | Hjortshøj-Egaa IF | BK Rødovre        |     |                      | ? klubów           |
| 1984                                       |   |   | 2  | Hjortshøj-Egaa IF | B 1909            | Fortuna Hjørring  |     |                      | ? klubów           |
| 1985                                       |   |   | 3  | B 1909            | Fortuna Hjørring  | Hjortshøj-Egaa IF |     |                      | ? klubów           |
| 1986                                       |   |   | 3  | Hjortshøj-Egaa IF | B 1909            | Fortuna Hjørring  |     |                      | ? klubów           |
| 1987                                       |   |   | 4  | Hjortshøj-Egaa IF | Fortuna Hjørring  | B 1909            |     |                      | ? klubów           |
| 1988                                       |   |   | 5  | Hjortshøj-Egaa IF | Fortuna Hjørring  | B 1909            |     |                      | ? klubów           |
| 1989                                       |   |   | 6  | Hjortshøj-Egaa IF | Fortuna Hjørring  | Varde IF          |     |                      | ? klubów           |
| 1990                                       |   |   | 7  | Hjortshøj-Egaa IF | B 1909            | Fortuna Hjørring  |     |                      | ? klubów           |
| 1991                                       |   |   | 8  | Hjortshøj-Egaa IF | BK Rødovre        | B 1909            |     |                      | ? klubów           |
| 1992                                       |   |   | 4  | B 1909            | Hjortshøj-Egaa IF | Fortuna Hjørring  |     |                      | ? klubów           |
| Elitarna dywizja (duń. Elitedivisionen)    |   |   |    |                   |                   |                   |     |                      |                    |
| 1993                                       |   |   | 5  | B 1909            | Fortuna Hjørring  | Hjortshøj-Egaa IF |     |                      | ? klubów           |
| 1994                                       |   |   | 1  | Fortuna Hjørring  | Hjortshøj-Egaa IF | BK Rødovre        |     |                      | 8 klubów           |
| 1995                                       |   |   | 2  | Fortuna Hjørring  | Hjortshøj-Egaa IF | Odense BK         |     |                      | 8 klubów           |
| 1996                                       |   |   | 3  | Fortuna Hjørring  | Hjortshøj-Egaa IF | BK Rødovre        |     |                      | 8 klubów           |
| 1996/97                                    |   |   | 9  | Hjortshøj-Egaa IF | Fortuna Hjørring  | Odense BK         |     |                      | 8 klubów           |
| 1997/98                                    |   |   | 10 | Hjortshøj-Egaa IF | Fortuna Hjørring  | Odense BK         |     |                      | 8 klubów           |
| 1998/99                                    |   |   | 4  | Fortuna Hjørring  | Hjortshøj-Egaa IF | Odense BK         |     |                      | 8 klubów           |
| 1999/00                                    |   |   | 1  | Odense BK         | Fortuna Hjørring  | Hjortshøj-Egaa IF |     |                      | 8 klubów           |
| 2000/01                                    |   |   | 2  | Odense BK         | Fortuna Hjørring  | Hjortshøj-Egaa IF |     |                      | 8 klubów           |
| 2001/02                                    |   |   | 5  | Fortuna Hjørring  | Brøndby IF        | IK Skovbakken     |     |                      | 8 klubów           |
| 2002/03                                    |   |   | 1  | Brøndby IF        | Fortuna Hjørring  | Odense BK         |     |                      | 8 klubów           |
| 2003/04                                    |   |   | 2  | Brøndby IF        | Fortuna Hjørring  | IK Skovbakken     |     |                      | 8 klubów           |
| 2004/05                                    |   |   | 3  | Brøndby IF        | Fortuna Hjørring  | IK Skovbakken     |     |                      | 8 klubów           |
| 2005/06                                    |   |   | 4  | Brøndby IF        | Fortuna Hjørring  | Skovlunde IF      |     |                      | 8 klubów           |
| 2006/07                                    |   |   | 5  | Brøndby IF        | Fortuna Hjørring  | Skovlunde IF      |     |                      | 10 klubów          |
| 2007/08                                    |   |   | 6  | Brøndby IF        | Fortuna Hjørring  | Skovlunde IF      |     |                      | 10 klubów; 2 rundy |
| 2008/09                                    |   |   | 6  | Fortuna Hjørring  | Brøndby IF        | IK Skovbakken     |     |                      | 10 klubów; 2 rundy |
| 2009/10                                    |   |   | 7  | Fortuna Hjørring  | Brøndby IF        | IK Skovbakken     |     |                      | 10 klubów; 2 rundy |
| 2010/11                                    |   |   | 7  | Brøndby IF        | Fortuna Hjørring  | IK Skovbakken     |     |                      | 10 klubów; 2 rundy |
| 2011/12                                    |   |   | 8  | Brøndby IF        | Fortuna Hjørring  | IK Skovbakken     |     |                      | 10 klubów; 2 rundy |
| 2012/13                                    |   |   | 9  | Brøndby IF        | Fortuna Hjørring  | Odense BK         |     |                      | 10 klubów; 2 rundy |
| 2013/14                                    |   |   | 8  | Fortuna Hjørring  | Brøndby IF        | Odense BK         |     |                      | 8 klubów; 2 rundy  |
| 2014/15                                    |   |   | 10 | Brøndby IF        | Fortuna Hjørring  | KoldingQ          |     |                      | 8 klubów; 2 rundy  |
| 2015/16                                    |   |   | 9  | Fortuna Hjørring  | Brøndby IF        | KoldingQ          | 13  | Nanna Christiansen   | 8 klubów; 2 rundy  |
| Liga kobiet (duń. Kvindeligaen)            |   |   |    |                   |                   |                   |     |                      |                    |
| 2016/17                                    |   |   | 11 | Brøndby IF        | Fortuna Hjørring  | IK Skovbakken     | 18  | Nanna Christiansen   | 8 klubów; 2 rundy  |
| 2017/18                                    |   |   | 10 | Fortuna Hjørring  | Brøndby IF        | KoldingQ          | 19  | Nanna Christiansen   | 8 klubów; 2 rundy  |
| 2018/19                                    |   |   | 12 | Brøndby IF        | Fortuna Hjørring  | VSK Aarhus        | 20  | Nanna Christiansen   | 8 klubów; 2 rundy  |
| 2019/20                                    |   |   | 11 | Fortuna Hjørring  | Brøndby IF        | FC Nordsjælland   | 16  | Nicoline Sørensen    | 8 klubów; 2 rundy  |
| 2020/21                                    |   |   | 1  | HB Køge           | Brøndby IF        | Fortuna Hjørring  | 18  | Kyra Carusa          | 8 klubów; 2 rundy  |
| 2021/22                                    |   |   | 2  | HB Køge           | Fortuna Hjørring  | Brøndby IF        | 16  | Rikke Dybdahl        | 8 klubów; 2 rundy  |
| 2022/23                                    |   |   | 3  | HB Køge           | Brøndby IF        | Fortuna Hjørring  | 14  | Cecilie Fløe         | 8 klubów; 2 rundy  |
| 2023/24                                    |   |   | 1  | FC Nordsjælland   | Brøndby IF        | HB Køge           | 9   | Emilia Asgeirsdottir | 8 klubów; 2 rundy  |

## Statystyka

### Klasyfikacja według klubów
W dotychczasowej historii Mistrzostw Danii na podium oficjalnie stawało w sumie 15 drużyn. Liderem klasyfikacji jest Brøndby IF, który zdobył 12 tytułów mistrzowskich.
Stan po sezonie 2023/24
| Lp. | Klub                              | Miejsca na podium | Miejsca na podium | Miejsca na podium | Zwycięskie sezony                                                                        |    |   | |
| --- | --------------------------------- | ----------------- | ----------------- | ----------------- | ---------------------------------------------------------------------------------------- | -- | - | --- |
| Lp. | Klub                              | 1.                | Brøndby IF        | 12                | Zwycięskie sezony                                                                        | 10 | 1 | 2002/03, 2003/04, 2004/05, 2005/06, 2006/07, 2007/08, 2010/11, 2011/12, 2012/13, 2014/15, 2016/17, 2018/19 |
| 2.  | Fortuna Hjørring                  | 11                | 22                | 6                 | 1994, 1995, 1996, 1998/99, 2001/02, 2008/09, 2009/10, 2013/14, 2015/16, 2017/18, 2019/20 |    |   | |
| 3.  | IK Skovbakken (Hjortshøj-Egaa IF) | 10                | 6                 | 12                | 1982, 1984, 1986, 1987, 1988, 1989, 1990, 1991, 1996/97, 1997/98                         |    |   | |
| 4.  | B 1909                            | 5                 | 5                 | 3                 | 1981, 1983, 1985, 1992, 1993                                                             |    |   | |
| 5.  | Ribe BK                           | 5                 | 1                 | 0                 | 1973, 1974, 1976, 1978, 1979                                                             |    |   | |
| 6.  | BK Femina                         | 3                 | 4                 | 0                 | 1975, 1977, 1980                                                                         |    |   | |
| 7.  | HB Køge                           | 3                 | 0                 | 1                 | 2020/21, 2021/22, 2022/23                                                                |    |   | |
| 8.  | Odense Q                          | 2                 | 0                 | 7                 | 1999/2000, 2000/01                                                                       |    |   | |
| 9.  | FC Nordsjælland                   | 1                 | 0                 | 1                 | 2023/24                                                                                  |    |   | |
| 10. | BK Stjernen Svendborg             | 0                 | 2                 | 0                 |                                                                                          |    |   | |
| 11. | BK Rødovre                        | 0                 | 1                 | 5                 |                                                                                          |    |   | |
| 12. | Kolding BK (KoldingQ)             | 0                 | 1                 | 3                 |                                                                                          |    |   | |
| 13. | Skovlunde IF                      | 0                 | 0                 | 3                 |                                                                                          |    |   | |
| 14. | Varde IF                          | 0                 | 0                 | 1                 |                                                                                          |    |   | |
| 14. | VSK Aarhus                        | 0                 | 0                 | 1                 |                                                                                          |    |   | |

### Klasyfikacja według miast
Stan po sezonie 2023/24
| Miasto        | Liczba tytułów | Drużyny                  |
| ------------- | -------------- | ------------------------ |
| Brøndbyvester | 12             | Brøndby IF (12)          |
| Hjørring      | 11             | Fortuna Hjørring (11)    |
| Aarhus        | 10             | IK Skovbakken (10)       |
| Odense        | 7              | B 1909 (5), Odense Q (2) |
| Ribe          | 5              | Ribe BK (5)              |
| Køge          | 3              | HB Køge (3)              |
| Søborg        | 3              | BK Femina (3)            |
| Farum         | 1              | FC Nordsjælland (1)      |

## Uczestnicy
Są 72 zespoły, które wzięli udział w 50 ligowych sezonach Mistrzostw Danii, które były prowadzone od 1975 aż do sezonu 2023/24 łącznie. Jedynie Fortuna Hjørring była zawsze obecna w każdej edycji.
Pogrubione zespoły biorące udział w sezonie 2023/24.
- 48 razy: Fortuna Hjørring
- 35 razy: IK Skovbakken
- 31 razy: Odense Q
- 29 razy: Kolding BK, Vejle BK
- 28 razy: Brøndby IF
- 27 razy: Skovlunde IF
- 26 razy: BK Rødovre
- 20 razy: B 1909
- 15 razy: Hillerød GI
- 14 razy: BK Femina
- 13 razy: Ringsted IF
- 11 razy: Ballerup-Skovlunde Fodbold, BK Stjernen Svendborg
- 10 razy: B52/Aalborg FC, Sydmors IF
- 9 razy: Varde IF, Vorup FB
- 8 razy: Sundby BK
- 7 razy: Aalborg BK, Næstved IF, Team Viborg
- 6 razy: FC Thy-Thisted Q, Frederiksberg BK, Herning IK, Ribe BK
- 5 razy: G&IF Orient, Herrested G&IF, FC Nordsjælland, Uhre G&IF, Virum-Sorgenfri BK
- 4 razy: Aarhus GF, BK Skjold, HB Køge, Horsens SIK, Nakskov BK, Roskilde BK, SønderjyskE
- 3 razy: B93/HIK/Skjold, Brande IF, Kolding IF, Sønderborg BK, Taastrup FC, VSK Aarhus
- 2 razy: Aarby G&IF, B 1921, Bispebjerg BK, BK Mariendal, FV København, IF Fladså
- 1 raz: B 1913, Billum IF, Boldklubben af 1893, Boldklubben af 1952, FC Damsø, Frigg Næstved, Glamsbjerg IF, IF ASA, Greve Fodbold, Grønbjerg IF, Herlev IF, Holstebro KFUM, KFUM København, NB Bornholm, Nørre Aaby IK, Roerslev IF, Skive IK, Svaneke BK, BK Syd-Vest, Tuse IF, Tved BK, Vejlby IK